# Harry Osborn
Harold Theopolis "Harry" Osborn es un personaje ficticio que aparece en los cómics estadounidenses publicados por Marvel Comics, comúnmente en asociación con el superhéroe Spider-Man. Apareció por primera vez en The Amazing Spider-Man # 31 (diciembre de 1965), y fue creado por Stan Lee y Steve Ditko.
Harry es el mejor amigo de Peter Parker (el alter ego de Spider-Man) y Flash Thompson, el exnovio de Mary Jane Watson y Gwen Stacy, el hijo de Norman Osborn, el esposo de Liz Allan y el padre de Normie y Stanley Osborn, así como el creador de Gabriel y Sarah Stacy, quienes finalmente están vinculados a Mephisto y más tarde se reveló que ambos operaban como el demonio revendo Kindred. Es el segundo personaje en asumir el alias del Duende Verde. Uno de sus clones estaba entre los muchos usuarios de la armadura Iron Patriot como el superhéroe Hijo Americano.
El personaje ha aparecido en muchas adaptaciones de Spider-Man fuera de los cómics, incluyendo varios dibujos animados y videojuegos. James Franco interpretó al personaje en la trilogía cinematográfica Spider-Man de Sam Raimi (2002-2007) y Dane DeHaan lo interpretó en The Amazing Spider-Man 2: Rise of Electro (2014).

## Historial de publicación
Harry Osborn apareció por primera vez en The Amazing Spider-Man # 31 (diciembre de 1965), y fue creado por el escritor Stan Lee y el artista Steve Ditko.

## Biografía ficticia
Harry es el hijo de Norman Osborn y Emily Lyman. Las circunstancias del nacimiento de Harry debilitan a Emily y ella muere después de una larga enfermedad. Con el corazón roto, Norman se convierte en un padre frío y sin amor; Norman desprecia despectivamente a Harry o lo ataca con furia. Como resultado, Harry pasa la mayor parte de su vida tratando desesperadamente de obtener la aprobación de su padre.
Al graduarse de la escuela secundaria, se matricula en la Universidad Empire State. Entre los estudiantes más ricos de la escuela, Harry pronto se convierte en uno de los más populares también, a pesar de su actitud distante. Él tiene una camarilla de estudiantes ricos y populares a su alrededor; uno de ellos es la encantadora Gwen Stacy. Gwen está intrigada por un nuevo alumno: el estudioso, estudioso y dolorosamente tímido Peter Parker. Harry no le gusta a Parker; él resiente la atención que Gwen le presta a Peter, y él asume que la actitud distante de Peter es esnobismo. Después de enfrentarse a Parker, Harry se da cuenta de que Peter es simplemente tímido y también está preocupado por su tía enferma, May Parker. A pesar de este comienzo difícil, Harry y Peter se hicieron amigos, y finalmente compartieron un departamento.
Harry no se da cuenta de que su mejor amigo es el superhéroe Spider-Man, ni que su padre se convirtió en el supervillano Duende Verde en un accidente mientras intentaba crear un súper suero. Además, antes de hacerse amigo de Harry, Spider-Man fue desenmascarado y capturado por el Duende Verde. Durante la batalla posterior, una descarga eléctrica eliminó todo recuerdo de ser el Duende Verde de la mente de Norman. Spider-Man luego escondió toda evidencia de la doble identidad de Norman, para evitar que Harry fuera lastimado por la revelación.
Sin embargo, la personalidad de Duende Verde de Norman resurge de vez en cuando. Estos son tiempos difíciles para Harry, ya que los episodios periódicos de su padre son inexplicables. Él había experimentado con drogas en su adolescencia; pero él aumenta su uso, así como el intento de sustancias cada vez más difíciles. Esto afecta su estabilidad mental y sus relaciones con sus amigos. Spider-Man usa esto para su ventaja durante una batalla con el Duende Verde; él es capaz de detener la pelea mostrando a Norman la condición demacrada de su hijo, provocada por una sobredosis accidental de cocaína. La vista impresiona tanto a Norman que lo devuelve a la cordura.

### Duende Verde
Harry es abandonado por Mary Jane Watson debido a estar harta de su estilo de vida autodestructivo. Desconsolado, Harry recurre a las drogas y sufre una sobredosis de anfetaminas. Sobrevive, pero esta tragedia, agravada por una bancarrota inminente, lleva a su padre Norman Osborn al límite. El mayor Osborn secuestra a Gwen como cebo para Spider-Man, y luego la tira del puente George Washington (o el puente de Brooklyn). En una batalla feroz con Spider-Man, el Duende Verde accidentalmente se empala con su propio Duende Planeador. Harry Osborn es testigo en secreto de esto. Queriendo proteger la identidad de su padre, él se quita el cuerpo del traje de Duende Verde de Norman Osborn para esconderse. Culpando a Spider-Man por el "asesinato" de su padre, Harry, enojado y desequilibrado mentalmente, jura venganza. Al haber heredado la compañía de su padre, Harry logra recuperar el negocio. Un día, para su sorpresa, encuentra un disfraz de Spider-Man en el departamento de Peter Parker y se da cuenta de que su mejor amigo es el hombre al que culpa por la muerte de su padre. Utilizando el equipo antiguo de su padre, Harry se enfrenta a Peter como el segundo Duende Verde.
Sin querer lastimar a Harry, Peter evita pelear con su viejo amigo. Después de que Spider-Man es capaz de frustrar el intento inicial de Harry en su vida, Harry queda inconsciente y es puesto bajo custodia policial. Allí, elogia que él es el verdadero Duende Verde y Peter Parker es Spider-Man, pero es despedido como un lunático. Él es puesto al cuidado del psicólogo criminal Dr. Bart Hamilton para extraer los secretos del Duende Verde de Harry a través de la hipnosis, y entierra el conocimiento en lo profundo de la mente de Harry. Hamilton entonces asalta uno de los escondites de Harry y se convierte en el tercer Duende Verde. Mientras tanto, Harry es liberado y se considera curado. Él sufre una conmoción cerebral que le hace olvidar su conocimiento de la identidad de Spider-Man y él y Peter reavivan su amistad.
Por un tiempo, la vida de Harry parece volver a la normalidad; su compañía comienza a obtener ganancias una vez más, y él desarrolla un romance con Liz Allan después de que se encuentran en la boda de Betty Brant y Ned Leeds. No mucho después de que los dos estén casados, y finalmente tienen a su hijo Normie Osborn nombrado en memoria del abuelo del niño. Harry también le da su bendición al matrimonio de Peter y Mary Jane Watson. Sin embargo, Harry comienza a recuperar sus recuerdos cuando es chantajeado por el Hobgoblin original.(Roderick Kingsley) con un paquete que contiene evidencia de que su padre era el Duende Verde original. Cuando Hobgoblin descubre que había allanado todos los escondites de Norman, deja a Harry solo, sabiendo que no tenía nada más que ofrecerle. Más tarde, Harry se ve obligado a actuar como Duende Verde un par de veces, una vez para derrotar al segundo Hobgoblin (Jason Macendale). Este Hobgoblin está buscando la Fórmula Duende eso le dio al Duende Verde fuerza sobrehumana; Harry es capaz de vencerlo al doblar hacia atrás durante una persecución aérea y vaciar todo su suministro de bombas de calabaza en Hobgoblin. Harry incluso se pregunta si podría usar el personaje de Duende Verde para una carrera como superhéroe, pero Peter lo convence de que Duende Verde tenía demasiado equipaje para ese papel. Harry entierra la amenaza Duende Verde en su mente una vez más y se centra en su negocio y su familia.

### Muerte
Esta tranquilidad se rompe cuando los efectos secundarios de la crisis del "Infierno" rompen la barrera entre las mentes conscientes y subconscientes de Harry. Una vez más, recuerda ser Duende Verde y su odio hacia Spider-Man. Harry ahora se ha convencido a sí mismo de que Peter Parker se resiente de la "vida familiar estable" de los Osborns debido a que sus propios padres o guardianes nunca los han buscado, cuando en realidad era todo lo contrario. Él usa la confianza de Peter en él para capturarlo, y lo somete a gases alucinógenos para atormentarlo psicológicamente. Sin embargo, se encuentra insatisfecho con esta venganza y decide matar a Spider-Man. Sin embargo, dada la oportunidad, se muestra reacio a matar a su mejor amigo.
Harry investiga los viejos escondites y notas de su padre, y finalmente descubre e ingiere la fórmula para la fuerza sobrehumana del Duende Verde original. Luego secuestra a su esposa, hijo y cuñado, Mark Raxton, aterrorizándolos en una antigua mansión familiar. Raxton logra señalar su ubicación a Spider-Man, que derrota al Duende Verde y lo entrega a la policía. Spider-Man le pide a Harry que reciba tratamiento psiquiátrico de la Dra. Ashley Kafka, pero finalmente lo transfieren a la Bóveda. Sin embargo, el estado no puede armar un caso suficiente contra Harry, y después de unas pocas semanas en prisión es liberado.
Harry descubre que su padre desarrolló una versión avanzada de la fórmula de fuerza del Duende Verde, pero no pudo probarla antes de su batalla final con Spider-Man. Después de probarlo, él ingiere la nueva fórmula. Cuando espía a Spider-Man investigando en su casa, Harry pierde los estribos y lo ataca como el Duende Verde. Le inyecta a Peter una droga que lo deja inmóvil y, en un ataque de depresión, activa los explosivos cronometrados que había plantado en toda la casa, planeando matar a Peter y a él mismo. Sin embargo, cuando se da cuenta de que Mary Jane y su hijo Normie también están en la casa, él está conmocionado de nuevo a su yo normal. Harry rescata a Mary Jane, Normie y Peter antes de que se derrumbe. Se da cuenta tardíamente de que no probó la nueva fórmula con la suficiente diligencia, y que de hecho es letal.

### Post mortem
Algún tiempo antes de su muerte, Harry creó un sistema de computadora con copias de las mentes de él y Norman Osborn programadas en él; después de la muerte de Harry, el sistema informático activa y secuestra a Normie Osborn con la intención de someterlo al suero Duende Verde (el mismo que había causado la muerte de Harry) para convertirlo en el Duende Verde más nuevo. Este facsímil de computadora de Harry y sus drones robóticos (que se asemejan a las versiones femeninas de Duende Verde) fueron todos destruidos por Spider-Man y el Molten Man que lograron salvar a Normie de él. Sin embargo, Harry tenía un último truco bajo la manga. Algún tiempo antes de su enfrentamiento final con Spider-Man, Harry había empleado el Camaleón para construir unos Life Model Decoy de los padres de Peter para jugar con sus emociones. La trama termina con ambos constructos revelados como falsificaciones cuando ambos "mueren", destrozando la mente de Peter. Después de casi matar al Camaleón, Peter encontró una cinta que Harry había dejado antes de morir, revelando su papel en la trama y burlándose de Peter, demostrando que Harry era tan manipulador y cruel como su padre cuando estaba poseído por la locura. Peter se queda temporalmente loco por la conmoción, incluso rechaza brevemente su identidad hasta que el regreso de su clon Ben Reilly lo devuelve a la realidad.

### Resurrección
Posteriormente se revela que la supuesta muerte de Harry es fingida por Mysterio y su padre, que aleja a su hijo de su espíritu a Europa, donde lo mantienen prisionero en varias clínicas de "rehabilitación" y cree que su hijo recayó en la adicción a las drogas, lo que a su vez su breve regreso a usar el disfraz de Duende Verde.
En algún momento, Harry es liberado de rehabilitación y se reúne con sus amigos. Sin embargo, debido a las maquinaciones de su padre y la deformación de Mephisto de la realidad, borrando todo el conocimiento del mundo del secreto de Spider-Man (a excepción de Mary Jane y de quien sea que Peter decida revelarlo), Harry ya no recuerda que Peter Parker es Spider-Man. Su matrimonio con Liz Allan también se desintegra y los dos se divorcian. Harry se involucra en una cadena de relaciones, varias de las cuales resultan en que Harry se case y se divorcie de manera rápida. Él está en una relación con Lily Hollister. Harry trata de ayudar al padre de Lily en su intento por alcalde de Nueva York al financiar la campaña de su padre con sus menguantes finanzas.
Harry también es uno de los principales sospechosos de la identidad secreta del Nuevo Duende. En el arco de la historia de "Nuevas formas de morir", Amenaza lucha contra Norman Osborn y se enfurece cuando Norman declara que lo único que le importa es matar a Spider-Man. Norman se pone el traje del Duende Verde y menciona que Harry ha estado en la guarida del Duende Verde. Norman llama a Harry que se da cuenta, por la voz distorsionada de Norman, de que Norman lleva puesto el traje de Duende Verde. Esto horroriza y repugna a Harry que promete detener a su padre. Harry enfurece a su padre que quiere que Harry siga su legado y se convierta en un hombre más grande. El confundido Harry es salvado por Spider-Man. Spider-Man, que quiere vencer a Norman sin sentido, se detiene cuando ve un área para Human Testing. Se dice que Harry es el responsable de los actos atroces, aunque intenta alegar inocencia. Más tarde, Harry dice que quiere hablar con Peter, quien momentos antes fue besado por Lily, y fue visto por un misterioso recipiente etiquetado "Prometheus X-90".
Prometheus X-90, se revela más adelante, se desarrolló como una cura exitosa para la condición de Mark Raxton como Molten Man. El único sujeto de la prueba humana fue Charlie Weiderman, el segundo hombre efímero fundido, y la única persona a la que se le pudo probar el suero. Después de que se administra la cura, Liz finalmente perdona a Harry y le devuelve el anillo de matrimonio, que originalmente dijo que había perdido.
Al alquilar toda la Isla de la Libertad, Harry lleva a Lily allí y, en lo alto de la Estatua de la Libertad, se pone de rodillas y le propone matrimonio. Lily rechaza su propuesta porque no está segura de a dónde conducirá su relación, lo que sorprende a Harry. Más tarde, va a su casa a ver cómo está, y cuando entra en la habitación, se sorprende al descubrir a Lily vistiendo el disfraz de Amenaza.
Encontró una puerta escondida en su armario y uno de sus diarios viejos. Ella comienza a hacerle pasar un mal rato acerca de lloriquear tanto por su padre. Harry piensa que su comportamiento es porque está enferma. Ella continúa diciéndole que descubrió una de las habitaciones secretas de Norman descritas en el diario. Esto explica por qué besó a Peter después de que los Thunderbolts atacan y casi encuentran el disparador secreto para abrir la habitación. Cuando entró por primera vez en la habitación, encontró el equipo del Duende Verde y algunos experimentos. Golpeando algunos productos químicos, los absorbió y ahora puede transformarse a voluntad. Ella explica que descubrió que los ataques de Amenaza contra su padre le dan más apoyo público. Ella también le dice que acepta su propuesta de matrimonio. Después de su charla, Harry entra en uno de los alijos de armas de su padre, toma un planeador (lleno de bombas y bombas aladas), un par de guantes Duende, una espada y un arma de dardos que contiene un químico desconocido. En medio de una batalla entre Amenaza y Spider-Man, Harry la confronta y le dispara con ese químico, que es un tipo de antídoto que la devuelve a su forma humana. Él salva a Spider-Man de la multitud y se va. Lily es encarcelada pero luego se escapa, dejando a Harry su anillo y una nota.

### Dark Reign
Harry se acerca a Norman con la oferta de un trabajo dentro de los Vengadores Oscuros. Harry inicialmente lo rechaza, pero acepta la oferta de su padre después de saber que Lily Hollister está embarazada. Norman le da la bienvenida a Harry en la Torre de los Vengadores, queriendo convertir a su hijo en el Hijo Americano. Sin embargo, se demuestra que Harry tiene un motivo oculto, basado en su compulsión de proteger a Lily y a su hijo. Desactivando la cámara en su habitación, Harry se escabulle. Encuentra una cura para la condición de Lilly que será segura tanto para Lily como para el bebé, pero Lily lo aleja. Lily revela que es una artimaña obligar a Harry a hacerse con la armadura del Hijo estadounidense, a quien Norman había planeado que moriría en una tragedia para aumentar la simpatía por Norman y los Vengadores Oscuros. Lily también revela que el bebé no es de Harry, sino de Norman. En represalia por esto, Harry se pone su armadura de Hijo Americano y lucha contra Norman con su armadura Iron Patriot. Durante la batalla, Norman declara que Harry ya no es su hijo, y que Norman ha criado un hijo mejor para reemplazar el "fracaso" de Harry. Después de más burlas de Norman, Harry ataca y derrota a su padre, declarando "¡Yo nunca fui tu hijo!". Cuando Harry tiene la opción de matar a Norman, Spider-Man le dice que decapite a Norman, ya que el factor de curación de su padre puede reparar un golpe en la cabeza. Spider-Man también advierte a Harry que matar a Norman hará que Harry "se convierta en el hijo que Norman siempre quiso". Al ver en qué se convertirá con sus acciones, Harry retrocede y se aleja de su padre para siempre.
Luego Harry es visto en la oficina de un psiquiatra, alegando que está superando los efectos de un tratamiento médico que recibió. El médico le ofrece prescribirle oxicodona, pero no se revela si Harry toma la receta.
Después, a Harry lo cortan financieramente y lo obligan a salir de su ático. Se muda a la antigua habitación de Peter en la de May Parker. También comienza a salir en secreto con Amy Reilly (la prima de Peter). Después de que May regresa y es corrompida por Señor Negativo, ella patea a Harry fuera de la casa, forzándolo a mudarse con Mary Jane Watson.

### Edad heroica
Después de la caída de Norman, se roban la armadura Hijo Americano y la policía comienza a interrogar a Harry, ya que solo alguien de la línea de sangre Osborn puede usar la armadura Hijo Americano. Luego, Gabriel Stacy le dispara a Harry en el cofre, alegando que Norman le dio a Harry una vida mejor. Sin embargo, Harry es salvado por Hijo Americano y llevado a un hospital. Después de que Harry se recupera de sus heridas, es escoltado a casa por la policía. Temiendo el daño que podría hacerse con la armadura del Hijo Americano y perplejo por su encuentro con Gabriel, Harry decide resolver las cosas por su cuenta. Después de contar con la ayuda de un reportero talentoso llamado Norah de Frontline, Harry decide visitar a Norman ya que solo él sabría acerca de Gabriel. Harry y Norah finalmente visitan La Balsa donde encuentran a Norman en su celda consumido por la locura. Harry exige saber sobre Gabriel, pero Norman no responde.
Intentando darle sentido a todo, Harry visita el trabajo de May Parker donde planea ser voluntario. En su camino, se da cuenta de que está siendo seguido por el FBI. Luego, a través de las imágenes de seguridad del FBI, se revela que Gabriel fue quien robó la armadura del Hijo Americano y que ha estado usando la armadura todo el tiempo. Mientras tanto, Gabriel se enfrenta a la armadura Hijo Americano y se revela que desarrolló una personalidad dividida similar a la de Norman después de su exposición al Suero Duende Verde. Esta personalidad dividida le explica a Gabriel que representa todo lo que es bueno en su alma y usará la armadura del Hijo Americano para deshacer cada uno de los crímenes de Gabriel. Después de una batalla psicológica intensa, Gabriel parece ganar la mano y continúa con su plan.
Aún tratando de entender los planes de Gabriel, Harry determina que para que Gabriel realmente lo lastime, intentará secuestrar a una persona inocente y tender una trampa. Harry se apresura a buscar a Norah. Mientras tanto, la policía llega al escondite de Gabriel pero no puede rescatar a Norah debido a la interferencia del Hijo Americano. Harry logra colarse a través de uno de los túneles secretos de su padre y se enfrenta a su medio hermano. Mientras la policía se prepara para hacer otro intento por salvar a Norah, Harry la libera y pone al joven reportero a salvo. Con Norah fuera de peligro, Gabriel y Harry se enfrentan en una batalla épica. Durante la pelea, Harry intenta convencer a Gabriel de que Norman es malo y que intentar seguir sus pasos es una locura. Gabriel se niega a escuchar y continúa sus intentos de matar a Harry. Triste por la elección de su hermano, Harry piratea la armadura del Hijo Americano y deja inconsciente a Gabriel. La batalla hace que el almacén se incendie, atrapando a Gabriel y Harry adentro, pero Spider-Man llega y los salva. Después, Norah visita a Harry en su cafetería, y nota una botella de oxicodona en las cosas de Harry. Preocupado por lo que descubre, Norah concluye que Harry tiene un problema con las drogas y decide ayudarlo a superarlo.
Después de muchos encuentros cercanos, Carlie Cooper y Peter Parker se encuentran en la cafetería. Harry y M.J están allí y los cuatro están hablando cuando Lily irrumpe a través de la pared, seguida por un equipo atacante de supervillanos. M.J. le pide a Harry que ayude a Lily Hollister, que se ha puesto de parto, pero el Doctor Octopus los mantiene cautivos. Spider-Man logra salvarlos y rescatar a los bebés recién nacidos de Lily de los supervillanos. Harry y M.J se llevan a Lily para recibir atención médica, pero Carlie estaba demasiado enojada con Lily para acompañarlos. Cuando Spider-Man asegura al bebé del Doctor Octopus, analiza el ADN de un bebé y descubre que coincide con Harry, por lo que es el verdadero padre del niño. Spider-Man anima a Harry a criar a su hijo por su cuenta y comenzar una nueva vida. Poco después, Harry se prepara para salir de Nueva York con el bebé llamado Stanley. En su fiesta de despedida, Harry se encuentra con el exoficial del NYPD, Vin Gonzales que revela que tiene un tatuaje de Duende Verde. Después de que Gonzales transmite un mensaje de Norman, Harry sorprende al hombre con una Taser y lo golpea.
Meses después, Harry se muestra en Seattle, Washington viviendo con su hijo. Se muestra que ha cambiado completamente su apariencia, se ha afeitado la cabeza y se ha dejado crecer la barba.

### Todo nuevo - Todo diferente Marvel
Como parte de la marca All-New, All-Different Marvel, Harry Osborn y su pequeño hijo Stanley finalmente salieron de su escondite, siguiendo la derrota de su padre, el Rey Duende. Volviendo a su aspecto habitual, Harry comenzó a usar el apellido de soltera de su madre, Lyman, y comenzó a trabajar en Industrias Parker, donde está a cargo de la oficina de Industrias Parker en Nueva York, cuando fue revelado la Antorcha Humana por Spider-Man. A sus hijos Normie y Stanley como Regent, hasta el momento en que todos los súper humanos desaparecen sin un rastro causado por un súper humano conocido como The Regent, mientras que Harry se encuentra con Mary Jane y Betty Brant, Harry se tropieza al ver el mismo logo Regente en la compañía Empire Unlimited de Augustus Roman, y pronto se da cuenta, junto con Mary Jane, que cuando vio el logo debajo de la camisa rasgada de Augustus durante el tiempo de los ataques de Zodiac en la apertura de Horizon University, Augustus es de hecho Regent, enviando así a Betty conoce a Augustus para probar si él es regente o no. Cuando Harry se da cuenta de que Augustus secuestra a Betty, Harry debe hacerlo para salvar a Betty y los demás superhumanos capturados, sabiendo que puede ser capturado lo suficientemente pronto, pero logra contactar a Spider-Man con el software web de Industrias Parker creado por Clayton / Clash ante Regent lo captura inmediatamente. Con una porción de Clash de Clayton, el soundwave tech en el software web de Industrias Parker, Harry logra liberarse y contactar a Spider-Man nuevamente antes de que los guardias del Empire Unlimited lo capturen, hasta que Spider-Man llegó, y pronto libera a otros superhumanos y Betty, rodeando a Regent para siempre.
Más adelante en la historia "Go Down Swinging", Harry regresa, usando el nombre de Osborn después de que su padre aterrorizara nuevamente a la ciudad como el Duende Rojo usando el simbionte Carnage antes de ser encarcelado una vez más, incluso después de que Emily Osborn aparece con vida. Está decidido a rescatar el apellido de su familia del legado vil de su padre y a ser un padre responsable de sus hijos.

### Kindred
Se revela en el transcurso de la carrera de Nick Spencer como escritor en The Amazing Spider-Man que, al morir, el alma de Harry fue transportada al Infierno, donde se encontró con el demonio Mephisto, quien lo etiqueta "El Príncipe Duende". El demonio le pregunta a Harry por qué nunca le dijo a Peter en su lecho de muerte ninguno de los planes que había puesto en marcha para torturarlo después de su muerte, y Harry le confiesa que no había tiempo y que estaba avergonzado.
Muchos años después, un demonio, con el nombre de Kindred, ascendió de rango y finalmente eligió a Mysterio para ayudarlo a llevar a cabo un plan de represalia contra Peter Parker, a quien Kindred responsabilizó por un pecado imperdonable. Comenzó a torturar a Mysterio hasta que este accedió a servir a Kindred. Esto llevó a Kindred a resucitarlo, pero Mysterio olvidaría el trato. Kindred estaba al tanto del plan de Ero sobre Spider-Man e intentó usar a Mysterio para convencer al Spider-Totem de que se aliara con él, pero el tótem se negó. Kindred se acercó a Mendel Stromm y se preparó para darle a un Molde Maestro que se especializa en la creación de Tri-Centinelas. Después de que Spider-Man toma el control de los Tri-Centinelas, Kindred visita a Mendel Stromm. Afirma que la utilidad de Stromm ha terminado y lo destroza con sus ciempiés. Cuando Spider-Man vuelve a ser una persona después de la lucha contra los Tri-Centinelas, encuentra a Stromm que cita "Adivina mi nombre" antes de cerrar. En su apariencia real, se le ve amenazando a Kingpin para que no dañe al compañero de cuarto de Boomerang, Peter Parker. Él mata a los asociados de Fisk usando habilidades sobrenaturales y lo obliga a alejarse de Spider-Man después de revelar que está en posesión del alma de Vanessa. Kindred más tarde descubrió la amistad reavivada de Spider-Man con la Gata Negra y afirma que Peter "arrastra a todos a su propio infierno".
Durante la historia de "Hunted", Spider-Man tuvo una visión de Mary Jane siendo asesinada por el demonio. Al final resultó que, Kindred estaba, de hecho, cuidando a Mary Jane.
Kindred volvió a atormentar a Mysterio y acudió a él durante una sesión de terapia entre "Mysterio" y "Dr. Ludwig Rinehart", en realidad, Mysterio como el médico que había convencido a su propio médico de que él era Mysterio. Cuando Kindred sintió que Peter Parker estaba soñando con esta escena, mató al doctor haciéndose pasar por Mysterio, ya que sabía sobre el nombre de Kindred. Después de matar al Dr. Reinhart, Kindred amenazó directamente a Peter que se vengaría de él. Después de que Peter se despertó, Kindred acusó al Mysterio real de que estaba continuamente huyendo de su propósito y luego le entregó un guion a Mysterio para ejecutar su plan mientras le decía que se apegara a él. Luego se le muestra frente a una pared cubierta con fotos de Spider-Man, Miles Morales, el Superior Spider-Man, Spider-Woman, Ghost Spider, Silk y la Araña Escarlata.
Durante la historia de "Absolute Carnage", un flashback mostró que Kindred había visitado a Norman Osborn en Ravencroft. Citó que Norman despreciaba a los ciudadanos de Nueva York desde su torre y afirma que sus ciempiés podrían destrozarlo si quisiera. Kindred incluso hizo una referencia a cómo apareció en las pesadillas de Mary Jane Watson y cómo no podrá matar a Spider-Man, ya que Kindred afirma que "ya ganó hace mucho tiempo". En el resto del flashback, Kindred envió uno de sus ciempiés a la cabeza de Norman Osborn para salvarlo de sí mismo. De vuelta en el presente, la forma de Carnage de Norman Osborn siente un rasguño en la cabeza cuando le dice a Kindred que le permita ser él quien mate a Spider-Man. Luego gira su objetivo hacia Dylan Brock y Normie Osborn. A medida que se muestra más del flashback, Kindred le dice a Norman que se irá ahora y volverá cuando Norman vuelva a ser él mismo para que puedan confrontar la verdad juntos. Cuando Kindred comienza a irse, la persona de Norman, Cletus Kasady le dice a Kindred que tiene un mensaje para él de Norman, quien dice que está "muy orgulloso de él". Kindred se despide cuando el Cletus Kasady de Norman estalla en una carcajada maníaca. En su escondite, mientras todavía le molesta que Norman sepa quién es, Kindred comienza su siguiente plan contra Spider-Man reviviendo al Comepecados.
Después de que Peter Parker dejó a Norman Osborn por Comepecados, Kindred siente que esto está sucediendo desde su guarida en el cementerio y afirma que hizo algo mal para hacer tanto bien. Además, Kindred afirma que Spider-Man todavía no ha aprendido la lección de que sus pecados no permanecen enterrados. Después de que Sin-Eater purgó a Norman Osborn de sus pecados al comienzo de la historia de "Last Remains", Kindred apareció y lo reprende por sus propios pecados. Luego, Kindred mató a Sin-Eater al hacer que estallara energía demoníaca después de cumplir su propósito. Esta energía demoníaca fue luego utilizada por Kindred para tomar el control de Ghost-Spider, Miles Morales, Silk, Spider-Girl y Madame Web cuando los envió tras Spider-Man y lo golpeó lo suficiente como para que buscara ayuda del Doctor Strange. Mientras esto sucede, Kindred fue al cementerio donde Gwen Stacy y George Stacy fueron enterrados, exhumaron sus cuerpos y los colocaron alrededor de la mesa para que pudiera esperar a que llegara Spider-Man. Cuando Norman Osborn se recuperó y la policía arrestó a los seguidores de Comepecados, afirmó al clon de Ashley Kafka que Kindred es Harry Osborn.
Kindred controló a Silk para que atacara a Spider-Man y Doctor Strange. Spider-Man admitió la verdad al Doctor Strange y le pidió piedad a las otras arañas, lo que provocó que Kindred retirara a Silk del Sanctum Sanctorum. Cuando Spider-Man finalmente se enfrenta a Kindred en el cementerio donde están enterrados Gwen Stacy y George Stacy, descubre que Kindred había desenterrado los cuerpos del Tío Ben, Ned Leeds, J. Jonah Jameson Sr., Jean DeWolff y Marla Jameson y se sentó. ellos alrededor de una mesa con los cadáveres de Gwen Stacy y George Stacy.
Tras burlarse de Spider-Man para que lo ataque, Kindred lo domina y le muestra la carnicería causada por él controlando la Orden de la Web. Spider-Man le ruega a Kindred que elimine su control sobre la Orden de la Web. Al hacer eso, Kindred usó sus ciempiés para sostener a Spider-Man antes de finalmente romperle el cuello. Kindred, sin embargo, no tiene la intención de que este sea el final para Peter, ya que ahora finalmente enfrentarán la verdad juntos.
Mientras ponía el alma de Peter en la recreación del regreso de Harry Osborn, Kindred visitó a Normie dormido. Luego regresó y revivió a Spider-Man. Cuando Spider-Man no estaba seguro de que Kindred y Harry estuvieran conectados, Kindred se quitó las vendas de la cabeza y reveló que es Harry Osborn mientras cita "¡Te tengo!".
Aún conmocionado por esta revelación, Spider-Man intenta convencer a Harry solo para que Harry ataque. Si bien afirma que ya no está encadenado a Norman Osborn, quiere que Spider-Man entienda algo mientras sigue matándolo y reviviéndolo al convertirse en Vástago nuevamente. Cuando Spider-Man afirma que sufrir tus pecados es un castigo en el infierno, Kindred afirma que todo lo que le sucedió a sus seres queridos está en Spider-Man e incluso mencionó que revivió a Comepecados para acabar con Norman. Además, la Orden de la Web estaba poseída por los males combinados de Norman y Stanley Osborn cuando Peter trató de hacer un trato en lugar de enfrentar las consecuencias. Luego, Kindred le muestra a Spider-Man el espejo que muestra a Comepecados limpiando a Morlun de sus pecados y también a la espera de que la Orden de la Web llegue al cementerio. Cuando Spider-Man saca a relucir su trato, Kindred le pregunta qué más hizo para traer sufrimiento no deseado a los demás. Le pide que responda rápidamente mientras un gran espejo muestra a Mary Jane Watson entrando al cementerio.
Después de que Comepecados se dispara a sí mismo después de su pelea con la Orden de la Web, Madame Web intenta resucitarlo y falla cuando Kindred captura la Orden de la Web.
Después de que Kindred atrapa el ataque de Spider-Man, Mary Jane aparece y trabaja para comunicarse con Harry. Mientras Kindred se prepara para matar a la Orden de la Web después de recapitular su vida y su padre operando como Duende Verde, Mary Jane le ruega a Kindred que la mate a ella en su lugar. Antes de que Kindred pudiera hacer eso, Norman aparece con su atuendo de Duende Verde y lanza una Bomba de Calabaza cerca de Mary Jane para consternación de Spider-Man y Kindred, ya que el Duende Verde afirma que la elección no es la elección de Kindred. Cuando Kindred ataca al Duende Verde, el alcalde Wilson Fisk recibe la señal del Duende Verde para activar la trampa. Esto hace que una oscuridad sobrenatural envuelva la tumba y todos los que están dentro.
Antes de la confrontación con Kindred, Norman Osborn habló con el alcalde Wilson Fisk sobre el Proyecto Blank, que se inspiró en el Darkforce Dome que Hydra usó durante su toma de control de los Estados Unidos. Se alistaron a Mancha para alimentarlo. De vuelta en el presente, Mary Jane le reveló a Spider-Man que la Bomba de Calabaza que se lanzó era una versión de bomba de destello, ya que Duende Verde cita en secreto a Spider-Man para evacuar a sus aliados mientras usa su máscara para que el alcalde Fisk no sepa su identidad verdadera. En Ravencroft, la carcasa de la Fuerza Oscura de Kindred se mantiene unida por magia mientras es monitoreada por el personal de Ravencroft. Después de persuadir al alcalde Fisk, Norman Osborn habla con Kindred mientras menciona que en realidad fue limpiado por Comepecados mientras expresa su pesar por haber dado a luz la enfermedad en la mente de Harry. Planeando redimir el nombre de Osborn, Norman le dice a Kindred que encontrará la verdad de la que habló. Spider-Man llega diciéndole a Norman que le gustaría hablar con él. Kindred observa a Spider-Man enfrentarse a Norman Osborn. Después de que Spider-Man golpea a Norman Osborn y se va, Kindred se burla silenciosamente de Spider-Man porque él no tiene un "final feliz" y que lo tiene justo donde lo quiere. Uno de los ciempiés de Kindred corta una llamada de Carlie Cooper a Mary Jane. Spider-Man luego le menciona a Mary Jane que su terrible experiencia con Kindred no ha terminado como Mary Jane sospechaba.
En el momento en que el Doctor Octopus estaba encontrando pistas sobre algunos de sus recuerdos perdidos, Kindred hizo que uno de sus ciempiés entrara en la oreja del Doctor Octopus y lo dejó inconsciente.
Kindred espera su momento, manipulando cuidadosamente a Norman y convenciéndolo de que ha luchado a través del infierno para estar con su padre nuevamente. Finalmente, para evitar que su hijo sea lastimado por el Barón Mordo, Norman libera a Kindred de su prisión con la ayuda de Mancha. Kindred entonces lanza su trampa, burlándose de Norman por lo que considera los actos de un idiota débil y sin espinas, y lo ataca con sus ciempiés. Carlie se despierta más tarde para encontrarse a sí misma como una prisionera enjaulada de Kindred y descubre que Harry Lyman no demonizado es su compañero de celda, quien le dice que no tienen ninguna posibilidad de escapar.
Más tarde, Kindred le dijo al Doctor Octopus que puede ayudarlo con sus recuerdos, pero que necesitará reunir a cinco personas más. En una playa desconocida, el Doctor Octopus ayudó al Hombre de Arena con su pérdida de dirección, lo que agrada a Kindred. Al construir una máquina especial, el Doctor Octopus resucita a Electro con sus poderes intactos mientras Kindred comenta sobre las habilidades de Electro mientras afirma que el Doctor Octopus se está acercando a su verdadero yo. Más tarde, Kindred visitó a Camaleón en su celda en la prisión de operaciones encubiertas de Symkarian llamada Hiding Place pidiendo más suero mientras le dice a Camaleón que puede ver su verdadero rostro. Camaleón le dice a Kindred que pueden hacer un trato, ya que siempre es un placer para él volver a hacer negocios con Osborn. Kindred luego dirige al Doctor Octopus y Electro a la Tierra Salvaje, donde chocan contra la caza de un dinosaurio de Kraven el Cazador. Él le indica al Doctor Octopus que atraiga a Kraven el Cazador citando "La mejor manera de atraer a su cuarto recluta es ofrecerle su quinto" como se ve al Lagarto.
Carlie se entera de Harry Lyman que Kindred lo atrajo a Europa después de seguir un rastro de transacciones de varias cuentas bancarias inactivas de Oscorp. Al llegar a una de las propiedades inmobiliarias anteriores de su padre (que se parece al edificio que crio a Sarah y Gabriel Stacy), Lyman fue atacado y capturado por Kindred. Ha permanecido preso durante muchos meses. Sin que Harry lo sepa, Carlie le está ocultando algo... la identidad del cadáver que descubrió en la morgue pertenece al propio Harry Osborn.
A medida que se ponen en marcha los acontecimientos de la "Guerra Siniestra", Kindred pone en marcha sus planes con Carlie y Harry todavía como prisioneros. Mary Jane es secuestrada por Mysterio durante una batalla entre los Seis Siniestros y los Seis Salvajes y Peter es llevado a la guarida de Kindred una vez más, donde nuevamente es torturado y burlado, y se le muestran imágenes de la amistad de Mary Jane con Mysterio como 'evidencia' de ella. traición y secretos y una imagen golpeada de Norman Osborn. Como Kindred afirma que esto ahora es una fiesta, Spider-Man ve los espejos que contienen a Hormiga Negra, Boomerang, Chance, Extranjero, Hydro-Man, Jack O'Lantern, Overdrive, Shocker, el Sindicato (Escarabajo, Electro II, Lady Octopus, Scorpia, Trapster y Conejo Blanco), Slyde, Speed Demon y Taskmaster, donde corren hacia Spider-Man. Finalmente se revela que Kindred implantó ciempiés en todas estas facciones, que excavan profundamente en sus cerebros, devorándolos lentamente. Kindred les promete que soportarán el infierno tanto en la Tierra como en la otra vida, pero siempre que puedan ayudarlo a matar a Spider-Man y hacerle pagar por sus pecados, aliviará al ganador de su dolor y les permitirá gobernar el inframundo en su lado. Carlie intenta motivar a Lyman, recordándole a su familia. Harry le dice que esta no es la primera vez que les falla, y que no importa lo feliz que sea, lo mucho que intente arreglar las cosas, siempre hay algo para recordarle que nada de eso es real y que nada de eso. siempre durará. Después de más persuasión por parte de Carlie, Harry de repente se da cuenta de que la puerta de su celda está abierta y sugiere que hay una manera de escapar Harry y Carlie corren a través de las catacumbas de Kindred y descubren que algunas de las paredes son fáciles de derribar. Encuentran la morgue de Carlie en el otro extremo de uno, que contiene un cuerpo. Carlie le advierte a Harry que no mire, pero lo hace de todos modos. También se revela a través de flashbacks que se remontan a la infancia de Harry que la causa de la mayoría de los problemas personales de Harry, desde la adicción a la locura, proviene de que él tiene un alma torturada que el padre de Harry cambió al demonio Mephisto a cambio de una cualidad más próspera de vida, que Norman había estado luchando por mantener para él y su hijo. Norman recuerda estos hechos cuando visita la casa en Europa y descubre dos cápsulas de clonación, así como la vieja unidad de inteligencia artificial que alberga las ondas cerebrales de Harry.
La I.A. Harry le revela a su padre que sus medios hermanos Gabriel y Sarah Stacy no son en realidad hijos de Norman, y que nunca tuvo una relación íntima con Gwen Stacy. Sarah y Gabriel fueron parte de una importante conspiración de clonación orquestada por él, Mysterio, Mendell Stromm y Camaleón. Se crearon varias versiones de los gemelos, pero cada uno sucumbió a la degeneración del clon celular y murió. Cuando se perfeccionaron los últimos modelos, se enviaron al mundo para enfrentarse a Peter. Gabriel hizo que se creara un modelo más que se involucró en el American Sonhistoria. Ahora ambos gemelos se han convertido en los cuerpos anfitriones de los Vástagos, los últimos restos del verdadero Harry Osborn. La IA de Harry revela que Mysterio reconfiguró los recuerdos de su padre para hacerle creer que su hijo siempre había sobrevivido, cuando en realidad no lo hizo. Harry Lyman, descubriendo su propio cuerpo, le confiesa a Carlie que supo desde el principio que nunca fue el verdadero Harry, después de que él y Carlie encuentran un portal que los transporta de regreso a su casa, Harry revisa a Liz y Normie durmiendo antes de equiparse con un planeador duende y bombas de calabaza, y regresa a la base de Kindred para enfrentar su destino final.
En una batalla final con los Kindreds, Norman revela que la I.A. Harry había sido influenciado por Mephisto todo el tiempo. Harry, ahora revelado como un clon, está fatalmente herido. Colapsando en los brazos de Peter, Harry le dice a Peter que siempre fue así como "debía ser" y muere. Doctor Strange decide apostar con Mephisto por el destino del alma de Harry Osborn y lo consigue. Su victoria exorciza a Mephisto de los gemelos Stacy, lo que les permite degenerar y pasar por última vez.

## Poderes y Habilidades
Durante la mayor parte de su vida, Harry Osborn no tenía habilidades sobrehumanas.

### Como Duende Verde
Después de exponerse a la fórmula de su padre, toma las riendas del segundo Duende Verde, lo que hace que se vuelva mucho más fuerte, astuto y ágil. Sin embargo, aparentemente perdió sus poderes después de su regreso. El planeador que lleva tiene espadas, junto con la tecnología habitual del Duende.

### Como Hijo Americano
El clon de Harry también tuvo acceso temporal a la armadura Hijo Americano.

### Harry I.A / Kindred
Cuando la I.A. de Harry Osborn creó a los gemelos Kindred, la ayuda de Mephisto otorgó a los gemelos las capacidades demoníacamente mejoradas de inmortalidad, superfuerza y control sobre los ciempiés como los que pueden sobresalir de ellos. Además, pueden realizar magia y revivir a los muertos.

## Otras versiones

### MC2
En el universo MC2, la muerte de Harry en Spectacular Spider-Man Issue 200 sigue siendo válida y él no regresa de entre los muertos. Su viuda Liz continúa su relación con Franklyn Nelson y la cría a ella y Normie (el hijo de Harry), pero luego sucumbe a una enfermedad mortal, su muerte envía a Normie al límite y, como su padre antes que él, toma el manto de Duende Verde y jura venganza contra Peter Parker. Después de varios encuentros emocionalmente cargados con Spider-Girl, Normie eventualmente recupera su cordura y la disputa de sangre entre los Parker y los Osborns finalmente llega a su fin.

### Ultimate Marvel
El Ultimate Marvel, la encarnación de Harry Osborn es el hijo rico de Norman Osborn y Martha Osborn, así como un amigo de Peter Parker en Midtown High. Después de que Norman finalmente se somete a la Fórmula Oz, el Duende Verde mata a Martha e intenta matar a Harry. Harry es puesto bajo custodia de un pariente pero finalmente regresó con su padre y Miles Warren le ha lavado el cerebro para olvidar los eventos anteriores. Durante otra batalla con Spider-Man, Seis Siniestros y The Ultimates frente a la Casa Blanca, Harry detiene a su padre y es llevado a la custodia de S.H.I.E.L.D. Más tarde se usa como la pieza de negociación de Nick Fury para negociar con Norman. Harry comienza a culpar a todos a su alrededor por la situación, y su segunda personalidad, Shaw, presentada por su padre después de muchos años de terapia hipnótica, comienza a tomar el control. Harry eventualmente se convierte en el Duende. Harry intenta detenerse durante una batalla con Spider-Man, pero Shaw se hace cargo y es herido por soldados de S.H.I.E.L.D. Una vez más, S.H.I.E.L.D. lo usa para atraer a su padre, pero los dos terminan batallando, lo que deja a Harry muerto. Peter luego hace un discurso que honra a su amigo. Cuando el Duende Verde revela que la fórmula OZ le da a él y Spider-Man una inmortalidad, es posible que Harry todavía esté vivo en alguna parte.

### Spider-Man: Saga del Clon
En el relato simplificado de la Saga del Clon, Harry secretamente sobrevivió a su batalla final con Spider-Man y tiene a Kaine bajo su empleo. Parece que todavía está loco por el suero Duende y clona a su padre fallecido, que aparentemente fue asesinado por su Duende Planeador en esta realidad. Harry pronto se dirige a atacar a Ben Reilly disfrazado de Duende Verde. Sus planes se frustran cuando Kaine cambia de bando. El clon Norman, que no está loco por no estar expuesto al suero Duende, intenta convencer a Harry de que se detenga antes de sacrificarse saltando delante del Duende Planeador en movimiento (similar a la muerte de Ben Reilly en el universo principal). La serie concluye con un airado Harry jurando venganza.

### Spider-Gwen
En esta versión, Harry Osborn era un paria social en la escuela secundaria. Peter Parker dijo que corría el rumor de que había tratado de quemar su antigua escuela preparatoria. Flash Thompson lo intimida y lo apoda el "Duende Verde" basado en su riqueza y cuando la gente lo vio cargando dados de rol. Gwen Stacy y Peter se hacen amigos de él por lástima, y Harry le pide a Gwen que vaya al baile de graduación, enfureciendo a Peter. Él es testigo de cómo Peter se transforma en el Lagarto, lucha contra Spider-Woman y muere. En el funeral de Peter, se siente culpable de no haber hecho nada para evitar la muerte de Peter, y desaparece de la escuela durante dos años. Regresó una noche con Gwen en la cabaña de la tía de Mary Jane Watson para revelarle que se unió al ejército y S.H.I.E.L.D. después de la muerte de Peter y planea vengarlo derribando a Spider-Woman. También aprendió a pilotar un planeador similar al que usa el Duende Verde en el universo principal. Durante su pelea con Spider-Woman, toma el suero de Lagarto para dominar a la heroína, pero huye después de descubrir que Spider-Woman es Gwen. Él está huyendo de S.H.I.E.L.D. y es perseguido por ninjas de La Mano, Wolverine y Shadowcat antes de transformarse completamente en Lagarto. Al darse cuenta de que hay una conexión con sus poderes y una sustancia misteriosa que le dio Matt Murdock, Gwen logra sacar el suero de Lagarto de la sangre de Harry y lo combina con la sustancia, que forma el simbionte Venom.

## En otros medios

### Televisión
- Harry Osborn se menciona en la caricatura de Spider-Man de 1981 en el episodio "The Vulture Has Landed".
- Harry Osborn apareció en Spider-Man (1994) con la voz de Gary Imhoff. Esta versión fue atraído por Mary Jane Watson, debido a que Peter descuide a MJ. Mary Jane posteriormente dejó a Peter por Harry. Se comprometieron, a pesar de que finalmente canceló su compromiso darse cuenta de que ella estaba enamorada de Peter. Cuando Norman Osborn fue aparentemente murió en una explosión en Oscorp, el Duende Verde comenzó miembros de la junta de secuestro de OsCorp. Harry fue inicialmente sospechoso de ser el Duende Verde, pero luego resultó que su padre había sobrevivido a la explosión y fue el villano de sí mismo. Harry se tarda en contacto con el Duende atrapado en el limbo. Las visiones del Duende tenían que tome del suero y vengarse de Spider-Man, con la promesa de ver a su padre fallecido presunta. Pero el hombre araña ha derrotado al segundo Duende Verde y fue inscrito en Ravencroft para recibir tratamiento. Cuando Peter y Mary Jane se iban a casar, Harry descubrió esto y su locura se desató una vez más. Se interrumpe la boda y amenazaba con destruir la iglesia, tratando de forzar a Mary Jane se case con él en lugar de Peter. Al final, Liz Allan apareció a Harry, convenciéndolo de no hacer estallar la iglesia ni casarse con Mary Jane. Dijo por Liz que era amado, se alejó con toda tranquilidad y la boda se reanudó.
- Harry Osborn apareció en Spider-Man: The New Animated Series (2003) con la voz de Ian Ziering. Esta versión, representada como un rubio, culpa constantemente a Spider-Man por la muerte de su padre, pero muestra signos de inicio para poner el rencor a un lado en episodios posteriores.
- Harry Osborn aparece en la serie animada The Spectacular Spider-Man (2008 - 2009), con la voz de James Arnold Taylor. Esta versión es amigo de Peter Parker / compañero de clase alta y la decepción del hijo de Norman Osborn. Él pasa la mayor parte de su vida tratando desesperadamente de ganar la aprobación de su padre Norman Osborn. Harry toma el suero, la globulina verde para aumentar sus capacidades físicas pero al parecer hace que el desarrollo de una segunda personalidad que simboliza su noción de "el hombre a su padre quería que fuera". Después de varias batallas, Spider-Man llega a creer que Harry es la iteración serie de Duende Verde, pero permite Norman para cuidar de su hijo. Después de estar en una gira europea para ayudar a romper su adicción al suero, Harry regresó de su viaje. Después de Flash Thompson expuso la adicción de Harry a los administradores de la liga y pierde el trofeo a su equipo ganó como resultado, Harry destruye los viales restantes 'globulina verdes' se mantienen ocultos. Poco después, Harry intenta tener una relación con Gwen Stacy aunque expresó un poco de rabia cuando escuchó Gwen hablando de romper con él a Peter. Durante el final de la serie, Harry se entera de la verdad de Norman, siendo el Duende a lo largo como es testigo de Norman y lucha contra Spider-Man hasta la supuesta muerte de su padre. En "entierro" de su padre, Harry habla con Gwen permanecer en su relación fuera de la culpa y la culpa a Spider-Man por el "asesinato" de su padre. Enojado y mentalmente desequilibrado, Harry jura venganza sobre Spider-Man. Este argumento, sin embargo, nunca fue resuelto como los derechos de autor llevó a la cancelación prematura de esta serie.
- Harry Osborn aparece en la serie de dibujos animados Ultimate Spider-Man (2012 - 2017), con la voz de Matt Lanter. Esta versión es uno de los mejores amigos de Peter Parker, el distanciado hijo de Norman Osborn, y la primera versión de la serie del simbionte Venom, un estudiante de la Escuela Midtown High y un amigo / conocido de Mary Jane Watson y Flash Thompson. Tiene varios encuentros con Spider-Man durante las temporadas uno y dos, algunos que usualmente involucran a Norman. Aparee en cada temporada de esta serie:
  - En la temporada 1, episodio 1, "Un Gran Poder", aparece siendo el mejor amigo de Peter Parker y queda gravemente herido por Klaw mientras trataba de proteger a Mary Jane Watson de los Cuatro Terribles, que fueron enviados por el Doctor Octopus y Norman Osborn (al saber que su hijo estaba ahí en la escuela). En el episodio 2, "Una Gran Responsabilidad", de cameo estando en recuperación, acompañado por Peter y su padre Norman. En el episodio 3, "El Terrible Doctor Doom", aparece de cameo, recuperado al estar sentado con Mary Jane y Sam Alexander en la mesa de amigos de Peter. En el episodio 4, "Venom", Harry esta entonces celoso de los "nuevos amigos" de Peter (Sam Alexander, Ava Ayala, Luke Cage, Danny Rand) por lo que hace una gran fiesta y luego que apareció el organismo de Venom. Después de que el simbionte sobrevive, Harry toma el fragmento en una botella. En el episodio 6, "Por qué odio Educación Física", hace clase de gimnasia siendo observado por el Supervisor, poniendo una trampa a él, Danny y Flash. En el episodio 7, "La Exclusiva", aparece de cameo, cuando le dijo a Mary Jane que estaba impresionado, pero le preguntó cómo consiguió una entrevista con Spider-Man. En el episodio 8, "El Impostor Viste de Negro", Harry hace bonos con el organismo para ser el "Spider-Man de Traje Negro" en un intento de superar a Spider-Man e incluso victorias sobre la confianza de J. Jonah Jameson, pero la personalidad del simbionte se apodera de Harry y se transforma en Venom, hasta que Spider-Man electrocuta y se desintegra el organismo de Harry. Sin embargo, el simbionte logró sobrevivir dentro de Harry, oculto en su oreja. En el episodio 10, "Un Día Peculiar", aparece en la escuela, al ver a Peter de forma rara (que no sabe que es Wolverine). En el episodio 11, "Venenoso", Harry más tarde no tiene ninguna memoria de ser Venom, y Spider-Man trató de ayudarlo sin exponer su identidad como anfitrión de Venom a sus compañeros hasta que su padre sabe de esto. Con el tiempo, el Anti-Venom de Spider-Man supuestamente cura a Harry de Venom. En el episodio 14, "Asombroso", aparece en hacer un proyecto de ciencias con Danny Rand, antes de un caos por el Androide Asombroso. En el episodio 15, "Solo para tu Ojo", aparece de cameo cuando Peter tiene la mente con Fury diciendo que no llegue tarde. En el episodio 22, "El Pulpo de Hierro", él y su padre son atacados por Iron Man, cuando Spider-Man llega al detenerlo y descubren que es solo una armadura vacía, al ir a SHIELD en hablar con Tony Stark y descubren que es nada menos que el Doctor Octopus detrás de esto, en secuestrar a él y su padre, hasta que Spider-Man lo derrota usando la armadura de Araña de Hierro. En el episodio 25, "Revelado", cuando Harry va a una cena con su padre y su amigo Peter, es dejado por ellos, hasta que regresa a casa y descubra el incidente lo que paso en Oscorp. En el episodio 26, "El Duende Verde al Acecho", durante el alboroto del Duende Verde sobre el Helicarrier de S.H.I.E.L.D. que Harry es transportado por Spider-Man hacia allá, el simbionte Venom se revela que ha sobrevivido dentro de Harry aún y entra en forma después de provocar del Duende, pero finalmente se las arregla para quitarse de encima el traje de Venom con electricidad, y el Duende toma el simbionte para encontrar a alguien más, y eso lo enoja en contra de Spider-Man por debido lo que pasó con su padre al ser convertido.
  - En la temporada 2, episodio 8, "Carnage", Harry mira el Duende Verde que secuestra a Peter para ser transformado por la fuerza en Carnage. Aunque Harry detiene a Carnage y ayuda a Peter por renacer con el simbionte, Venom se alimenta de los deseos oscuros de Harry, atacando el Duende hasta que Peter se las arregla para convencer a Harry para deshacerse del simbionte, a la que S.H.I.E.L.D. logra capturar para asegurar que no haga más daño. En el episodio 16, "Stan a mi Lado", Harry huye con MJ, al lado de Spider-Man y el conserje Stan de ser perseguidos por el Lagarto. En el episodio 17, "La Bomba de Venom", Harry escucha a Spider-Man que su padre fue capturado y finalmente curado. En el episodio 23, "Una Segunda Oportunidad", cuando Harry escucha a su padre al ser Iron Patriot, que él tuvo la culpa desde el principio por ser egoísta de todo, y se disculpa con él y también se reconcilia con Spider-Man.
  - En la temporada 3, episodio 3, "El Agente Venom", solo aparece con MJ, en ver a Peter exhausto y con Flash equipado, antes de huir del Escarabajo que solo ve que va tras Flash. En el episodio 6, "El Buitre", Harry aparece y ve Spider-Man en la oficina de su padre al buscar información del Buitre, sabiendo que no lo culpa al saber que su padre se volviera el Duende Verde otra vez, hasta ser capturado por el Buitre, y escapa. Al final, cuando Peter decide pasar un tiempo con él en ver películas de terror. En el episodio 12, "El Univers-Araña, Parte 4", Harry al final se sintió aliviado, junto a Peter, de que su padre esté curado en el hospital por ya no ser el Duende Verde y comienza a reconciliarse con él. En el episodio 15, "Academia S.H.I.E.L.D.", solo aparece en los recuerdos de Peter por sus momentos en la escuela Midtown. En el episodio 21, "El Ataque de los Sintezoides", solo aparece en la pesadilla de Peter sobre la escuela Midtown. En el episodio 23, "Concurso de Campeones, parte 1", al final aparece de cameo estando encapsulado por el Gran Maestro.
  - En la temporada 4, episodio 1, "El Ataque de HYDRA, Parte 1", solo aparece cuando Spider-Man lo observa junto a su padre en pasarlo bien de todo. En el episodio 2, "El Ataque de HYDRA, Parte 2", al ser capturados él y su padre por HYDRA, Harry descubre que el Doctor Octopus fue el que creó el suero Duende e infectó a su padre en ser el Duende Verde. Durante en crear a los Seis Siniestros, en cooperación con la organización HYDRA dirigido por Arnim Zola, Harry estaba cerca de convertirse en un candidato a ser un nuevo Duende Verde por Doc Ock después de su padre reformó en desarrollar un suero anti-Duende hasta que Spider-Man y Araña Escarlata lograron rescatar tanto a los Osborns del ejército Duende de Doc Ock, y ayuda a las arañas para proporcionar los sueros anti-Duende en contra el ejército de Duendes restantes de HYDRA. En el episodio 4, "El Buitre de Hierro", Harry ve a Peter en presentarse con Miles Morales y posteriormente lleva la armadura de El Patriota, para ayudar a su padre como Iron Patriot de nuevo, Spider-Man y Chico Arácnido en luchar contra Doc Ock y Buitre. En el episodio 8, "El Anti-Venom", él aparece en ayudar a Spider-Man y el Agente Venom del ataque del Escarabajo, luego en mostrarles la tecnología del Triskelion, después luchan contra Doc Ock al descubrir la base de HYDRA y Harry se convierte en el primer anfitrión en luchar contra el simbionte Anti-Venom hasta posserlo, luego de ser derrotado y puesto en coma. En el episodio 13, "La Saga Simbionte, Parte 1", solo aparece estando en coma en su casa en Oscorp, acompañado por Mary Jane. En el episodio 14, "La Saga Simbionte, Parte 2", aún aparece estando en coma, acompañado por Mary Jane, hasta que la invasión de Carnage aparece, despierta siendo el Anti-Venom otra vez en disolver a los simbiontes de Carnage en los civiles, incluyendo en atacar al Agente Venom de nuevo, cuando Spider-Man, Capitán América, Puño de Hierro y Capa y Daga tratan de detenerlo, hasta que sigue a Spider-Man con el Agente Venom, hasta la torre donde se encuentra el problema de Carnage en esparcirse en el punto exacto del edificio, hasta que el corazón de Carnage lo absorbe, pero Spider-Man le dice que se libere al controlarlo, revelando su identidad como Peter Parker y lo logra, pero Harry decide en terminar con esto tomando el simbionte Anti-Venom por completo, dejando a Peter que escape con el Agente Venom y al destruir la colmena Carnage. Al final logra sobrevivir al reunirse con Peter, y al Agente Venom que en realidad es Flash Thompson. En el episodio 15, "La Saga Simbionte, Parte 3", después de que Harry supo las identidades de Peter y Flash como Spider-Man y el Agente Venom, descubre que los restos de Carnage siguen con vida, Harry se vuelve de nuevo como el Patriota de unirse a ellos, luego en ir a buscar a Mary Jane que se convirtió en la Reina Carnage de apoderarse la secundaria Midtown y lo cual Morbius el Vampiro y Calavera planearan en usarla para exparcir a todo el mundo. Cuando él, Spider-Man y el Agente Venom revelan sus identidades a Mary Jane y rompe su conexión del simbionte Carnage. Al final, se une al equipo de los Nuevos Guerreros de S.H.I.E.L.D con Spider-Man en el Triskelion. En el episodio 25, "Día de Graduación, Parte 1", se le ve en asistir a la ceremonia de graduación de su amigo Peter como Spider-Man en el Triskelion, hasta que él y todos son encerrados en un campo de fuerza a manos del Doctor Octopus. En el episodio 26, "Día de Graduación, Parte 2", aparece al ser encerrado en el campo de fuerza del Triskelion por el Doctor Octopus, hasta que al final, Spider-Man los libera y asiste a la academia S.H.I.E.L.D. con otros estudiantes nuevos como Spider-Woman, Alex, Adrian y Francis Beck al ver a sus maestros que son el Agente Venom y Araña Escarlata.
- Harry Osborn aparece en Spider-Man (2017), con la voz de Max Mittelman. Esta versión se muestra con cabello negro en lugar de rojo, castaño o marrón, y era estudiante de Horizon High. Primero aparece en los cortos animados de "Origenes", asistiendo a la excursión a Oscorp, junto a Peter Parker. Él es acusado por Spencer Smythe de sabotear un proyecto y suspendido de Horizon, con Peter asignado para hacerse cargo de su laboratorio. Él ve a Spider-Man como una amenaza durante sus diversos encuentros. A pesar de ser declarado inocente del crimen, decide inscribirse en la nueva Academia Osborn de Norman Osborn, sin saber que su propio padre fue quien ordenó a Smythe que enmarcara a su hijo. Durante el Arco "Isla Araña", jugó un papel decisivo en curar a toda la población del virus Araña del Chacal pero descubre la identidad de Peter como Spider-Man en el proceso que fractura su amistad ya que aún culpa a Spider-Man de sus diversas desgracias. En la final de la temporada de dos partes, toma la apariencia de la identidad de Hobgoblin (similar a su homólogo de Ultimate Marvel) después de ser convencido por su padre de que Spider-Man necesita ser detenido cuando Spider-Man comienza a trabajar con los Seis Siniestros. Después de descubrir que Spider-Man estaba bajo control mental, él rescata a Peter y se convierte en su compañero de lucha contra el crimen después de que los dos hagan las paces. Sin embargo, Hobgoblin comienza a aparecer aleatoriamente sin que Harry se dé cuenta, teorizando que es una combinación de su odio subconsciente hacia Spider-Man que no ha expulsado por completo y experimenta que estaba probando para curar a su padre. Él y Spider-Man finalmente descubren que el segundo duende es Norman, que intentó matar a Spider-Man para que Harry pudiera convertirse en un héroe popular y seguir con el nombre de Osborn. Después de que Harry rescata a Spider-Man, Norman aparentemente muere a causa de una explosión causada por una sustancia química verde. Harry hereda la posición de su padre como el nuevo jefe CEO de Oscorp.
- Harry Osborn aparecerá como personaje secundario en la próxima serie animada del Universo cinematográfico de Marvel (MCU) / Disney+, Your Friendly Neighborhood Spider-Man (2025), con la voz de Zeno Robinson. El será uno de los compañeros de clase de Peter Parker.[86][87]

### Películas

#### Trilogía deSpider-Man
- Harry Osborn aparece en la trilogía de Spider-Man de Sam Raimi, es interpretado por James Franco.
  - En Spider-Man (2002), Harry es el mejor amigo de Peter Parker. Se siente avergonzado por su riqueza y privilegio, y se ha retirado de varias escuelas privadas. Anhelando impresionar a su padre Norman Osborn, se pone celoso de la estrecha relación de Peter con su padre. Sale con Mary Jane Watson durante la primera mitad de la película, aunque MJ finalmente se enamora de Peter y se las arregla para reparar su relación con Norman. Después de la muerte de Norman como el Duende Verde, Harry cree que su padre fue asesinado por Spider-Man y quiere buscar venganza, sin saber que Norman se suicidó accidentalmente en un intento fallido de matar a Spider-Man.
  - En Spider-Man 2 (2004), Harry se apodera de Oscorp y forma una alianza con el Doctor Octopus para vengarse, brindándole al villano un elemento raro que necesita para completar un reactor de fusión a cambio de la captura de Spider-Man por parte del Doctor Octopus. Luego, se entera de que Peter es Spider-Man después de desenmascarar al héroe en preparación para matar. Harry más tarde tiene una alucinación de su padre, exigiendo que su hijo lo venge. Se niega y rompe el espejo, solo para encontrar una habitación oculta con el equipo y el suero de Duende Verde; entonces se da cuenta de que su padre era el infame supervillano.
  - En Spider-Man 3 (2007), el personaje ahora usa el alias Nuevo Duende. El Nuevo Duende intenta vengarse, pero sufre brevemente de amnesia después de que Peter lo deja inconsciente durante su primera batalla. Mientras se encuentra en este estado, Harry vuelve a su antiguo yo al ver una visión de su padre. Recordando su promesa de matar a Peter, Nuevo Duende intenta sabotear la relación de Peter con Mary Jane y luego afirma que su amigo dejó a Peter por él, solo por Peter, cayendo cada vez más bajo la influencia del simbionte, para atacar a New Goblin en su ático, lanzando uno de sus propias bombas de calabaza le devolvieron una cicatriz en el lado derecho de la cara de Harry y se dejaron medio ciego. Después de enterarse de la verdad sobre la muerte de su padre de parte de su mayordomo Bernard Houseman, Nuevo Duende ayuda a Spider-Man a salvar a Mary Jane de Venom y Hombre de Arena, y finalmente se sacrifica para salvar a Peter al ser empalado en su propio planeador por Venom. Spider-Man luego usa una de las bombas de calabaza de Nuevo Duende para destruir a Venom. Harry muere con Peter y Mary Jane a su lado. En la película de Spider-Man: No Way Home cuando Ned Leeds le pregunta a Peter 2 si también tiene un mejor amigo, este último responde que tenía y que murió en sus brazos después de que intentara matarlo; cuando el resto de villanos multiversales intentaría cruzar el portal, Harry Osborn intentaría llegar al Universo 616. Después de que su padre, así como el Doctor Octopus y Flint Marco fueran curados y devuletos a su universo posiblemente Harry pudo también cambiado su destino de morir durante la pelea final contra Sandman y Venom.

#### SerieThe Amazing Spider-Man
- Dane DeHaan interpreta a Harry Osborn / Duende Verde en The Amazing Spider-Man 2: Rise of Electro (2014). Esta versión es el amigo de la infancia de Peter Parker hasta que es enviado a un internado en Europa. Al enterarse de que se está muriendo por la enfermedad hereditaria terminal de Norman Osborn, Harry intenta pedirle a Spider-Man una muestra de sangre, deduciendo correctamente que los poderes de Spider-Man provienen de las arañas de ingeniería genética de Oscorp que desde entonces han sido destruidas. Pero Spider-Man (tanto como Peter como Spider-Man) se niega, temiendo que la transfusión pueda mutar a Harry. Spider-Man insiste por más tiempo para la investigación, aunque Harry se niega a esperar. Cuando Harry se ve forzado a abandonar su propia compañía como chivo expiatorio de la creación de Electro, irrumpe en Ravencroft para liberar a Electro en busca de ayuda. Electro causa una distracción, mientras que Harry usa al vicepresidente Donald Menken para ingresar en la división de proyectos especiales de Oscorp para recuperar las muestras de veneno restantes y usa una que muta horriblemente su fisiología, robando posteriormente el traje de batalla y el planeador de Oscorp. Como Duende, se propone matar a Spider-Man y ve a Gwen Stacy junto al rastreador de la pared; su conocimiento de que Gwen y Peter han estado saliendo le permite al Goblin darse cuenta de que Peter y Spider-Man son la misma persona. Como represalia por negarse a ayudar, su mente retorcida ahora interpreta el rechazo de Spider-Man como una traición a pesar de que su estado actual demuestra que los temores de Peter están justificados. El Duende agarra a Gwen y lucha contra Spider-Man en una torre del reloj, la lucha que culmina con el Duende queda inconsciente y la muerte de Gwen. Cinco meses más tarde, con el aparente retiro de Spider-Man, Harry fue enviado a Ravencroft por sus crímenes y recupera su apariencia normal, aunque afirma que el horror "viene y se va". Él y el misterioso Gustav Fiers hacen planes para usar el resto del equipo en proyectos especiales para sus propios fines, planeando crear un equipo pequeño.
- DeHaan estaba dispuesto a repetir su papel en The Sinister Six y The Amazing Spider-Man 3. Sin embargo, Marvel Studios y Sony llegaron a un acuerdo para producir un segundo reinicio de la franquicia cinematográfica de Spider-Man, comenzando con Spider-Man: Homecoming, de donde fue descartado y su lugar fue ocupado por Ned Leeds. Por lo tanto, The Amazing Spider-Man 3 fue cancelado y The Sinister Six fue puesto en espera, y puede ser adaptado más adelante en el nuevo universo cinematográfico, Marvel Cinematic Universe.[88]

### Videojuegos
- Harry Osborn aparece en el videojuego de Spider-Man, con la voz de Josh Keaton. A pesar de que no juega un papel importante en la trama principal, el juego presenta un modo de historia adicional donde Harry toma el rol de Duende Verde e investiga un plan para hacerse cargo de Oscorp.
- Harry Osborn aparece en el videojuego Spider-Man 2, una vez más interpretado por Josh Keaton. Al igual que en la película, está obsesionado con matar a Spider-Man por el asesinato de su padre e incluso le pide al Doctor Octopus que capture a Spider-Man.
- New Goblin aparece en el videojuego Spider-Man 3, con la voz de James Franco. Intenta eliminar a Peter Parker como jefe y luego ayuda a lidiar con Hombre de Arena y Venom como un personaje jugable. También es un personaje descargable en la versión Xbox 360 del juego. En la edición limitada de PlayStation 3 del juego, es desbloqueable y también se puede descargar para la versión normal.
- New Goblin aparece en Spider-Man: Friend or Foe, con Josh Keaton repitiendo su papel.
- La versión de Harry Osborn del Duende Verde aparece en The Amazing Spider-Man 2 de 2014, con la voz de Kevin Dorman. Al igual que su homólogo cinematográfico, esta versión también asume el papel de Duende. Sin embargo, Harry sigue siendo el CEO de Oscorp, y muy cauteloso después de descubrir que Donald Menken y el Kingpin están intentando hacer una toma hostil de un imperio criminal a la espalda de Harry. Cuando Spider-Man le cuenta a Harry sobre la investigación y prueba la compatibilidad de la cura entre las muestras de sangre de Harry y él, Harry demora un poco, Harry rechaza la sugerencia de Spider-Man y, en su lugar, busca la cura existente dentro de Oscorp. Antes de encontrar la cura sin alertar a las señales de Menken, Harry contrata a algunos de sus colegas que se unieron al Grupo de Trabajo de Kingpin solo por dinero, y a su vez, ayudarán a Harry a matar a Kingpin, Menken y Spider-Man. A medida que el investigador de Oscorp encuentra un prototipo de suero de veneno de araña del difunto Richard Parker, el investigador aconseja a Harry lo mismo que Spider-Man sugirió a Harry, pero Harry ignora el consejo del investigador y tendrá la oportunidad de usarlo de inmediato, incluso si el suero le duele.

#### Marvel's Spider-Man
- Harry Osborn aparece en el videojuego Spider-Man de 2018, con la voz de Scott Porter. Esta versión sigue siendo el mejor amigo de Peter Parker y Mary Jane Watson. Harry fue inspirado por su madre para ser un abogado ambientalista, y ha establecido varias estaciones de investigación en Nueva York para monitorear la contaminación del aire con la que Spider-Man puede ayudar en una investigación secundaria. Aunque Norman Osborn le dice a Peter y Mary Jane que Harry está tomando unas largas vacaciones en Europa, en realidad es una víctima del Síndrome de Oshtoran, la misma enfermedad genética degenerativa que mató a su madre y que Norman está trabajando para encontrar una cura usando GR-27, también conocido como "Aliento del diablo". Mantuvo su enfermedad a escondidas de Peter y Mary Jane porque estaba preocupado por cómo reaccionaban si se enteraban. En una escena posterior a los créditos, Osborn regresa al laboratorio donde Harry se mantiene en un tanque de retención con una sustancia similar a una tela negra hasta que se pueda encontrar una cura para su condición.

- En Spider-Man: Miles Morales, en la escena poscréditos, se puede ver que Norman sigue intentando salvarlo.

- Harry Osborn regresa en un papel más destacado en la secuela de 2023 Spider-Man 2, con la voz de Graham Philips.[89]Solo en este juego, Harry adopta un disfraz similar al Agente Venom antes de convertirse finalmente en la variante de Venom de este universo.